# Élisabeth Pognon
Élisabeth Kayissan Pognon (* 7. Juli 1937 in Aného, Togo) ist eine beninische Juristin. Sie ist die erste Richterin in der Geschichte Benins und war von 1993 bis 1998 die erste weibliche Gerichtspräsidentin am Verfassungsgerichts von Benin.

## Leben und Wirken
Pognon studierte Wirtschafts- und Rechtswissenschaften an den Universitäten Paris, Bordeaux und Poitiers. An der Universität Panthéon-Assas machte sie 1962 ihren rechtswissenschaftlichen Abschluss. Anschließend kehrte sie nach Dahomey, wie Benin bis 1975 noch hieß, zurück und trat 1965 als erste Frau in der Geschichte des Landes in den dortigen Justizdienst ein. Bereits 1966 wurde sei zur Richterin an einem erstinstanzlichen Gericht ernannt. Es folgten Verwendungen am Berufsgericht in Cotonou, als Präsidentin des Arbeitsgerichts und Generalsekretärin des Obersten Rates der Berufsrichter und an der Verwaltungsgerichtskammer des Obersten Gerichtshofes. 1974 wurde sie zur Richterin am Cour surprême, dem obersten ordentlichen Gericht von Benin, ernannt. 1986 folgte sie ihrem Ehemann in den Senegal, der in Dakar eine Stelle bei der Westafrikanischen Zentralbank erhalten hatte. 1991 kehrte Pognon nach Benin zurück und trat eine Stellung im Justizministerium an. 1993 wurde sie zur Richterin am Cour constitutionnelle, dem Verfassungsgericht von Benin, ernannt. Noch im selben Jahr wurde sie als erste Frau zur Präsidentin dieses Gerichts gewählt. In dieser Funktion trug sie maßgeblich zum Gelingen der demokratischen Wahlen 1996 und der Sicherung der Unabhängigkeit der Justiz Benins bei, obwohl sie sich Einschüchterungsversuchen und Morddrohungen von verschiedensten Seiten ausgesetzt sah. Ihre unnachgiebige Haltung brachte ihr den Spitznamen Dame de fer (französische für Dame aus Eisen) ein. 1996 wurde ihr der Deutsche Afrika-Preis verliehen. 1998 schied sie als Präsidentin des beninischen Verfassungsgericht aus dem Amt und wurde anschließend Mitglied des Komitees für Bioethik der UNESCO. Von 2007 war Pognon Mitglied der Groupe des Sages der Afrikanischen Union.